# Kalksteen van Lanaye
De Kalksteen van Lanaye is een serie gesteentelagen in de ondergrond van het zuidwesten van het Nederlandse Zuid-Limburg. De Kalksteen van Lanaye is onderdeel van de Formatie van Gulpen en stamt uit het Krijt (het Maastrichtien, ongeveer 68 miljoen jaar geleden).
De kalksteen is vernoemd naar het Waalse dorp Lanaye (Ternaaien in het Nederlands).

## Stratigrafie

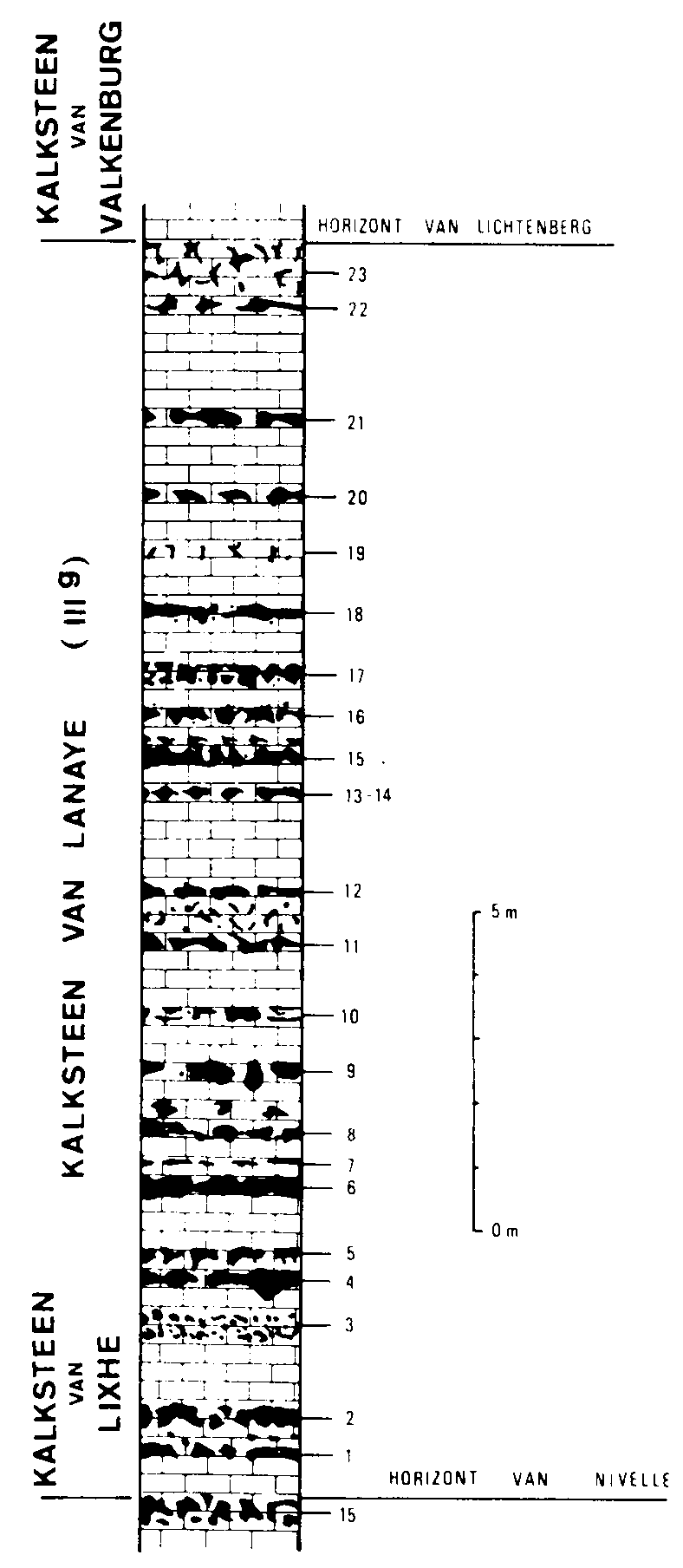
Lithologische opbouw van de Kalksteen van Lanaye in de typelocatie aan de westzijde van de Maas, bij de Stop van Ternaaien, 61H-36, België

Normaal gesproken ligt de Kalksteen van Lanaye boven op de oudere Kalksteen van Lixhe 3 (ook Formatie van Gulpen) en onder de jongere Kalksteen van Valkenburg (Formatie van Maastricht). Tussen de kalksteenlagen Valkenburg en Lanaye bevindt zich de Horizont van Lichtenberg. Tussen de kalksteenlagen Lanaye en Lixhe 3 bevindt zich de Horizont van Nivelle.

## Gebied
In de Vuursteenmijnen van Rijckholt, Henkeput, Abri van Rijckholt, ENCI-groeve, Groeve Marnebel, Groeve Dierkx, Groeve CBR, Groeve Kreco, Groeve Blankenberg en Groeve Keutenberg werd Kalksteen van Lanaye gewonnen.
In het Vijlenerbos ligt de Groeve Zeven Wegen, een geologisch monument waar een vuursteeneluvium overgebleven is uit de Kalksteen van Lanaye.

## Kalksteen
De Kalksteen van Lanaye is (in de ENCI-groeve) fijnkorrelig en wit tot lichtgrijs van kleur met vele grote en zeer grote stukken vuursteen die in horizonten liggen. De dikte van deze kalksteenlaag is gemiddeld veertien tot zestien meter. In de Kalksteen van Lanaye bevinden zich er 23 vuursteenlagen.
De typelocatie van de Kalksteen van Lanaye is de insnijding van het Albertkanaal in het Plateau van Caestert ten zuiden (!) van de Sluizen van Ternaaien ten noordwesten van het dorp Ternaaien.

## Zie ook

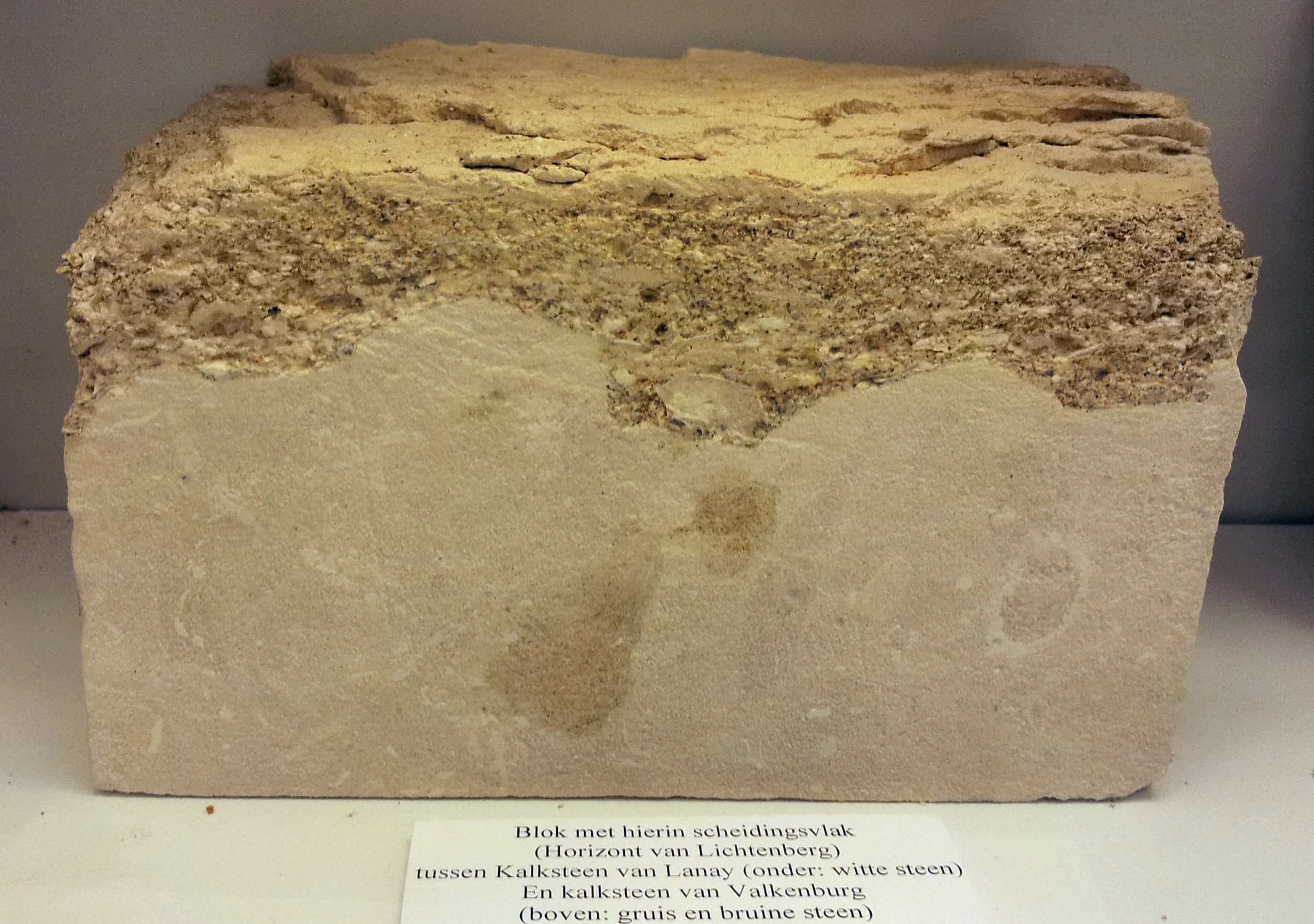
Mergelblok in het Museum Valkenburg. Boven: kalksteen van Valkenburg. Onder: kalksteen van Lanaye
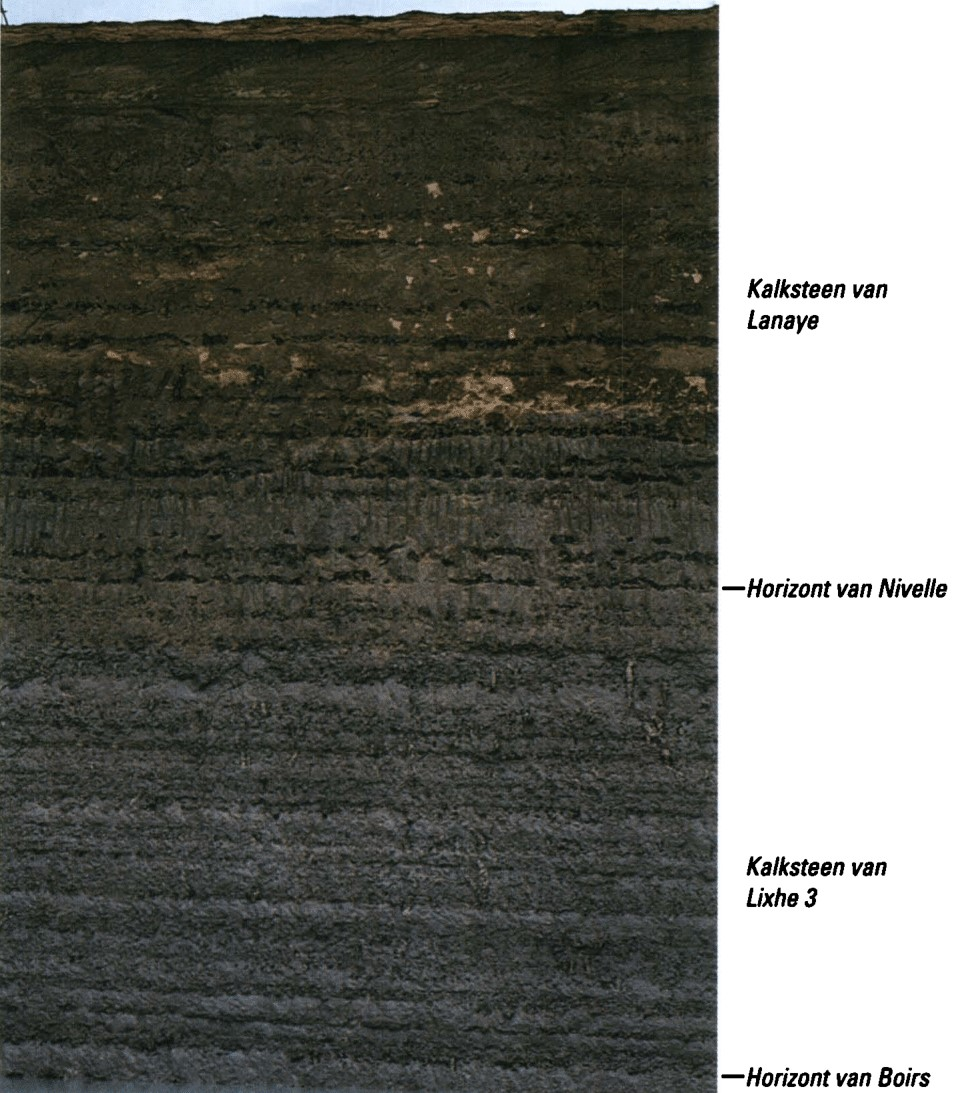
De Kalksteen van Lixhe 3 en de Kalksteen van Lanaye in de noordwand van de ENCI-groeve
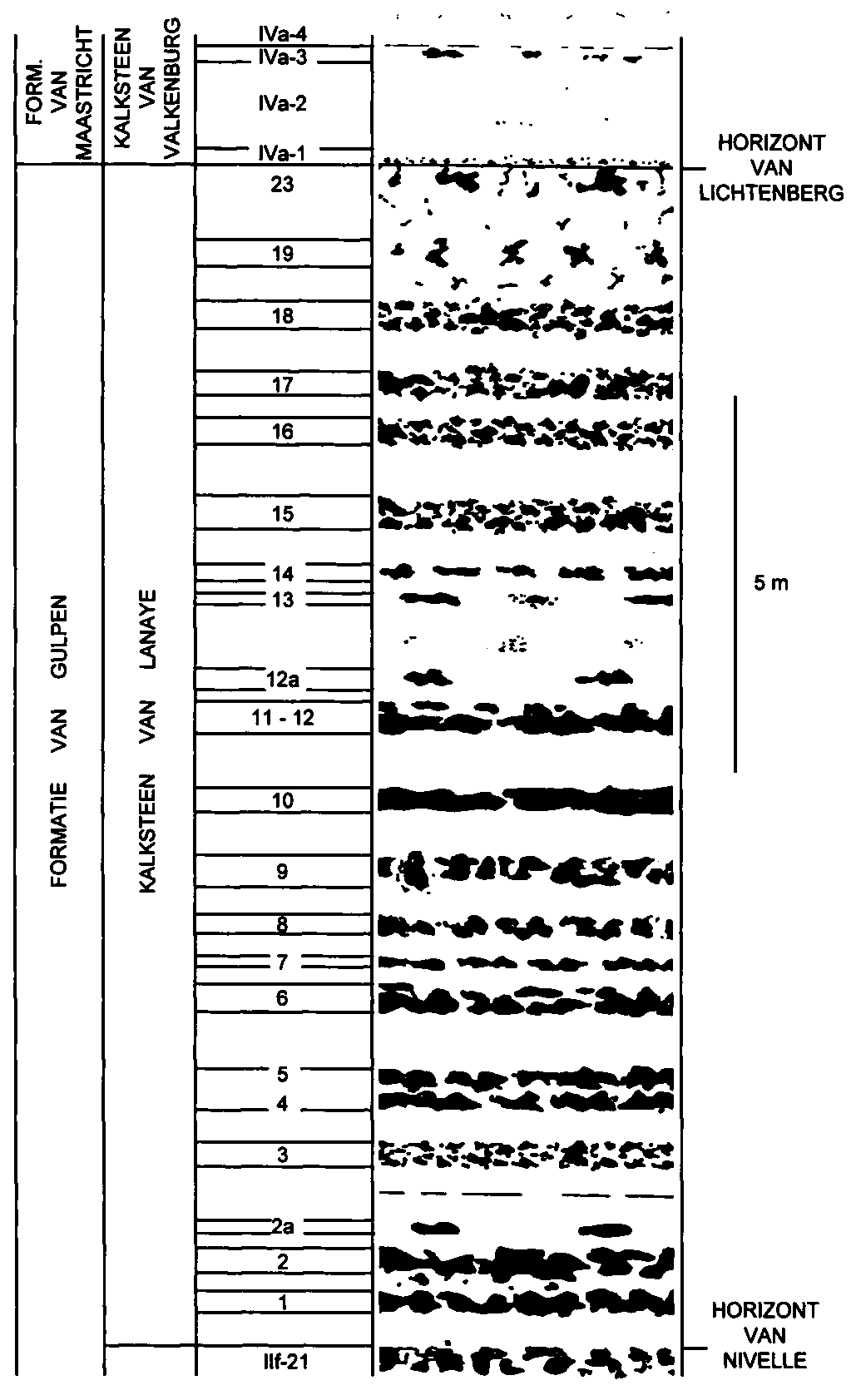
Lithologisch profiel van de Kalksteen van Lanaye in de ENCI